# Dichrogaster madeirae
Dichrogaster madeirae är en stekelart som först beskrevs av Per Abraham Roman 1938.  Dichrogaster madeirae ingår i släktet Dichrogaster och familjen brokparasitsteklar. Inga underarter finns listade i Catalogue of Life.